# 五華戰鬥
五華戰鬥發生於1928年1月15日，地點則是在中國粵東一帶，是國民革命軍內部所發生的內戰戰鬥之一。五華戰鬥的交戰雙方，一方為十一軍陳銘樞部，另一方為粵四軍繆培南部。
从15日战斗至17日，双方死亡近万人。缪培南率七百残部退至江西边境。